# Proasellus cavaticus
Proasellus cavaticus is een pissebed uit de familie Asellidae. De wetenschappelijke naam van de soort is voor het eerst geldig gepubliceerd in 1871 door Leydig.